# Kabaré (musical)
A Kabaré (eredeti cím: Cabaret) egy 1966-ban bemutatott musical. Alapjául John Van Druten: I am a camera című színdarabja szolgált, amely Christopher Isherwood Isten veled, Berlin! (Goodbye to Berlin) című könyve alapján készült. A zenét John Kander szerezte, a szöveget Fred Ebb írta.
A történet a Weimari köztársaság idején, Berlinben játszódik. A középpontban egy angol kabaréelőadó, Sally Bowles, és egy amerikai író, Cliff Bradshaw kapcsolata áll, és a háttérben zajló történelmi események.
A darabot először a Broadwayn mutatták be 1966-ban, Jill Haworth (Sally), Bert Convy (Cliff), Lotte Lenya (Schneider kisasszony) és Jack Gilford (Schultz úr) főszereplésével. A darab hatalmas siker lett és 11 Tony díjra jelölték, amelyből nyolcat meg is nyert.

## Filmen
1972-ben mutatták be a filmváltozatot Bob Fosse rendezésében, Liza Minnelli (Sally), Michael York (Brian Roberts), Helmut Griem (Maximilian "Max" von Heune) és Joel Gray (ceremóniamester) főszereplésével. A film a darabhoz hasonlóan hatalmas siker lett és nyolc Oscar díjat nyert.

## Története
- Helyszín: Berlin
- Időszak: 1931–1932

### Első felvonás
1931 szilveszterén egy fiatal amerikai író Clifford Bradshaw érkezik Németországba. A vonaton barátságot köt a német Ernst Ludwiggal, aki szállást ajánl neki Berlinben Schneider kisasszonynál és felhívja figyelmét a Kit Kat Klubra. Miután megismerkedik Schneider kisasszonnyal és a szintén ott lakó, szabados életet élő Freulein Kostallal ellátogat a Kit Kat Klubba. Itt látja meg először az Angliából érkezett ambiciózus, ámde tehetségtelen énekesnőt, Sally Bowlest. A klubban fény derül Clifford titkolt  homoszexualitására, amikor az egyik férfitáncos felismeri. Később kiderül, hogy Sallynek akárcsak Cliffordnak Schneider kisasszony a szállásadója. A fiatal író megismerkedik Sallyvel és ketten átmulatják szilveszter éjjelét. Schneider kisasszony és a zsidó gyümölcskereskedő, Schultz úr időközben egymásba szeretnek és eljegyzik egymást. Mindezek alatt kiderül, hogy Sally terhes, de nem tudható pontosan, ki az apa. Clifforddal közösen elhatározzák, hogy családot alapítanak, és Párizsba költöznek. Schneider kisasszony és Schultz eljegyzésének ünnepén kiderül Ernst Ludwigról, hogy náci szimpatizáns. Figyelmezteti Schneidert, hogy nem előnyös a kötendő házasság.

### Második felvonás
Az egyre fasizálódó Berlinben Schneider és Schultz végül úgy döntenek, mégsem házasodnak össze. Schultz ezután Amerikába emigrál. Clifford nem ért egyet Ernst nézeteivel, és ezt tudtára is adja, ekkor Ernst náci társaival összeveri. Sally ígéretes ajánlatot kap, de terhessége gátolja az elfogadást. Clifford tudta nélkül elveteti a gyereket. Végül Clifford egyedül elhagyja Németországot.

## Szereplők
- Ceremóniamester: A Kit Kat Klub konferansziéja
- Sally Bowles: Angol származású énekesnő a Kit Kat Klubban
- Clifford "Cliff" Bradshaw: Amerikai író, aki Németországba utazik
- Schneider kisasszony: Idősebb asszony, aki azt a panziót vezeti, ahol Sally és Cliff laknak
- Schultz úr: Idősebb gyümölcsboltos, aki szerelmes Fräulein Schneiderbe
- Ernst Ludwig: Német férfi, aki támogatja Cliffet, amikor Berlinbe érkezik, később a nácikat támogatja
- Kost kisasszony: Prostituált, aki Fräulein Schneider házában lakik
- Rosie, LuLu, Frenchie, Texas, Fritzie, és Helga: Lányok, akik Sallyvel együtt lépnek fel a Kit Kat Klubban
- Bobby, Victor, Hans, és Herman: A Kit Kat Klub férfielőadói
- Náci fiatal: Fiatal fiú, aki a nácikat támogatja
- Náci őr: Ernst trstőre a Kit Kat Klubban
- Max: A Kit Kat Klub tulajdonosa

## Dalok
- Willkommen – ceremóniamester és a Klub előadói
- So What? – Schneider kisasszony
- Telephone Song – Cliff és a Klub előadói
- Don't Tell Mama – Sally, Rosie, LuLu, Frenchy, Texas, Fritzy és Helga
- Mein Herr – Sally
- Telephone Dance – Klub előadói
- Perfectly Marvelous – Sally és Cliff
- Two Ladies – ceremóniamester és a Klub előadói
- It Couldn't Please Me More – Schneider kisasszony és Schultz úr
- Tomorrow Belongs to Me – Náci fiatal/Pincérek/ceremóniamester
- Why Should I Wake Up? – Cliff
- Don't Go – Cliff
- Maybe This Time – Sally
- Sitting Pretty – ceremóniamester és a Klub előadói
- Money – ceremóniamester és a Klub előadói
- Married – Schneider kisasszony és Schultz úr
- Meeskite – Schultz úr
- Tomorrow Belongs to Me (Reprise) – Kost kisasszony, Ernst Ludwig és a Klub előadói
- Entr'acte" / "Kickline – ceremóniamester és a Klub előadói
- Married (Reprise) – Schultz úr
- If You Could See Her – ceremóniamester
- What Would You Do? – Schneider kisasszony
- I Don't Care Much – ceremóniamester
- Cabaret – Sally
- Willkommen (Reprise) – ceremóniamester, Cliff, és a Klub előadói

## Magyar bemutató
A darabot Magyarországon először az Ódry Színpadon mutatták be 1976. április 17-én, Szinetár Miklós fordításában és rendezésében, a dalszövegeket G. Dénes György fordította, a főbb szerepeket Cseke Péter (ceremóniamester), Vándor Éva (Sally), Mihályi Győző (Cliff), Dunai Tamás (Schultz úr), Fehér Ildikó (Schneider kisasszony), Bánfalvy Ágnes (Kost kisasszony) és Rupnik Károly (Ernst Ludwig) játszotta. A Színházi adattárban regisztrált bemutatók száma: 30.